# Geoica squamosa
Geoica squamosa är en insektsart som beskrevs av Hart 1894. Geoica squamosa ingår i släktet Geoica och familjen långrörsbladlöss. Inga underarter finns listade i Catalogue of Life.